# Agnotecous meridionalis
Agnotecous meridionalis är en insektsart som beskrevs av Desutter-grandcolas 2006. Agnotecous meridionalis ingår i släktet Agnotecous och familjen syrsor. Inga underarter finns listade i Catalogue of Life.